# Vodní nádrž Folsom
Vodní nádrž Folsom je vodním dílem vytvořeným na řece American v severní Kalifornii ve Spojených státech, asi 40 km severovýchodně od hlavního města Sacramento. Její betonová tížiná (gravitační) hráz má výšku 100 m a je 430 m dlouhá. Dokončena byla v roce 1955, oficiálně spuštěna následujícího roku.
Přehrada byla umístěna na soutok severního a středního ramene řeky American. Vybudována byla United States Army Corps of Engineers, ovšem po svém dokončení byla převedena pod Americký úřad pro kultivaci (United States Bureau of Reclamation). Přehrada a nádrž zvaná jezero Folsom (Folsom Lake) jsou součástí projektu Central Valley, který měl za cíl zajistit protipovodňovou ochranu, výrobu elektřiny a kontrolovat zásobování vodou v Central Valley. V souvislosti se zlepšením povodňové ochrany Sacramenta na 200letou vodu (každý rok je šance 0,5 % na příchod povodní které by systém nezadržel) buduje US Army Corp of Engineers ještě podpůrný bezpečnostní přeliv. Ten by měl být dokončen v roce 2017 a měl by umožnit vypustit z nádrže vodu dřív než její výška dosáhne propustí.
Součástí Central Valley Project na řece American je také vodní nádrž Nimbus, nacházející se dále po proudu řeky a plánovaná (nikdy nedokončená) nádrž Auburn.